# Людвіг Віктор Австрійський
Лю́двіг Ві́ктор Йо́зеф Анто́н Австрі́йський (нім. Ludwig Viktor Joseph Anton von Österreich), (нар. 15 травня 1842 — пом. 18 січня 1919) — ерцгерцог Австрійський з династії Габсбургів, найменший син ерцгерцога Франца Карла та баварської принцеси Софії. Потенційний наступник імператора Максиміліана I на мексиканському троні. Генерал від інфантерії австрійської армії (1908). Кавалер численних орденів.
Відомий колекціонер творів мистецтва, меценат і благодійник. Мав гомосексуальну орієнтацію, що стало причиною кількох скандалів. З 1866 року постійно мешкав у замку Клессгайм біля Зальцбургу.

## Біографія
Народився 15 травня 1842 року у Відні. Був п'ятою дитиною та четвертим сином в родині спадкоємця Австрійської імперії Франца Карла Габсбурга та його дружини Софії Баварської. Мав старших братів Франца Йозефа, Максиміліана та Карла Людвіга. Сестра Марія Анна померла в дитячому віці до його народження. Дядько з батьківського боку Фердинанд I в той час очолював Австрійську імперію.

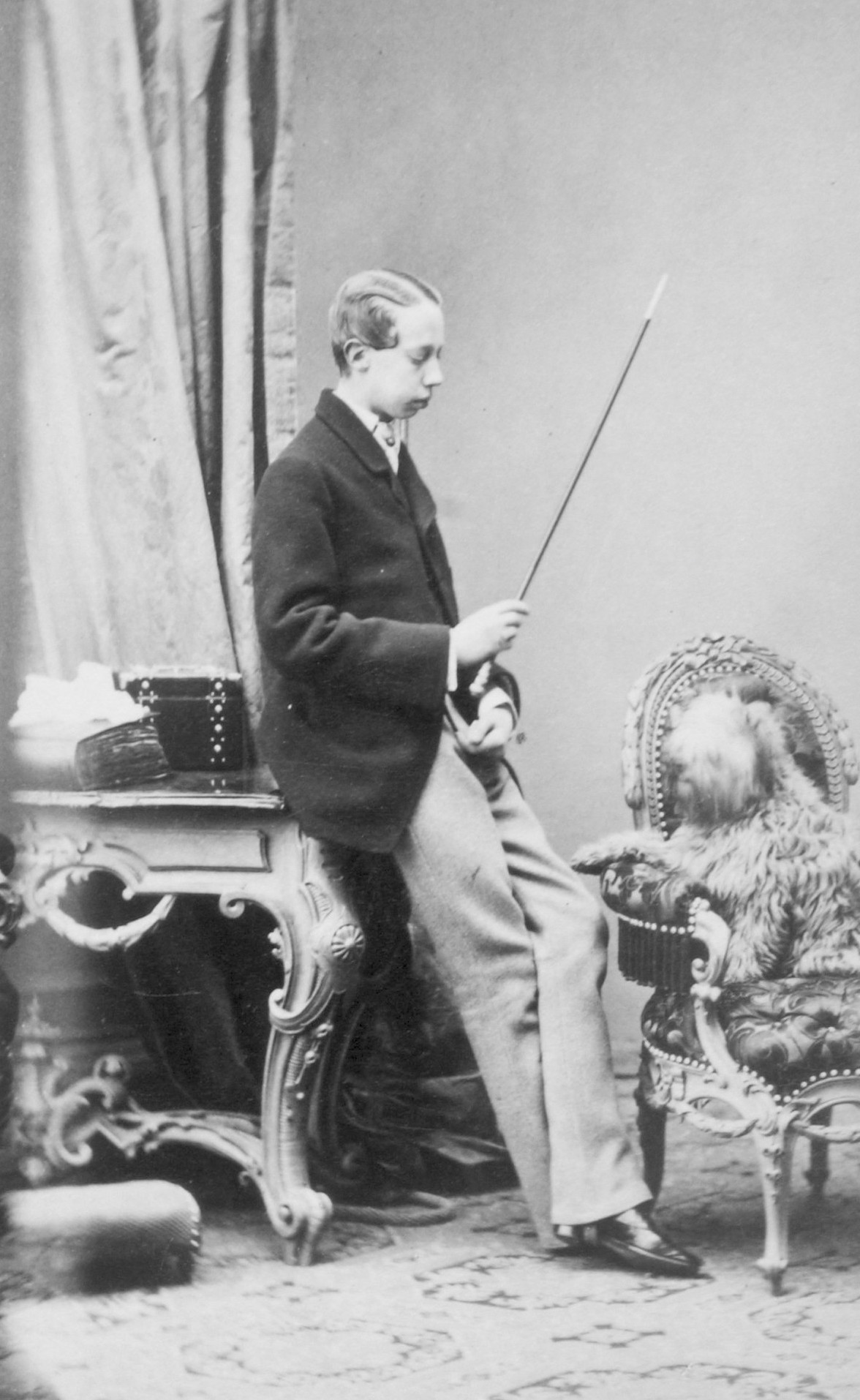
Ерцгерцог Людвіг Віктор із собакою, світлина 1860 року

Під час революції 1848 року у березні втік разом із родиною до Інсбруку, а у жовтні — до Оломоуця. Спочатку дядько хлопця, а згодом — і батько, відмовились від правління. 2 грудня 1848 імперію очолив його брат Франц Йозеф. За переказами, малий Людвіг Віктор попросив звільнити революціонерів, засуджених до смертної кари.
Виховання та освіта юного ерцгерцога мали готувати його до подальшої військової кар'єри. У 1860 році він був оберлейтенантом драгунського полку «Кайзер Франц Йозеф» № 3. Того ж року став почесним шефом новоствореного Імператорського та Королівського піхотного полку «Ерцгерцог Людвіг Віктор» № 65, який складався переважно з угорців. З 22 травня 1873 до 1 серпня 1914 був також шефом 39-го піхотного Томського полку Російської імперії. Згодом отримав військові звання генерал-майора (23 липня 1865), фельдмаршала-лейтенанта (28 жовтня 1884) та генерала від інфантерії (15 листопада 1908). Втім, жодних військових чи політичних амбіцій не мав.
Максиміліан, який з 1864 року був імператором Мексики, певний час розглядав Людвіга Віктора як свого наступника. Він навіть підшукав для брата потенційну наречену — спадкоємицю бразильского престолу Ізабеллу Браганса. Даний шлюб дозволив би у перспективі об'єднати дві країни в руках Габсбургів. Проте Людвіг Віктор відмовився від пропозиції.
При віденському дворі був непопулярним. Особливо підозріло до нього ставилася імператриця Єлизавета. Зрештою, вона звинуватила його у зловмисних інсинуаціях і перервала особисте спілкування, хоча він і був шанувальником її краси.
Ерцгерцог був розумною та яскравою особистістю. Часто відвідував театр та виставки, збирав антикваріат, порцеляну, картини та фотокартки. Його описували дуже гострим на язик. Хоча він брав участь у придворному житті, літні місяці волів проводити у Зальцбургу. З 1861 по 1904 рік він мав апартаменти на третьому поверсі північно-східного крила Зальцбурзької резиденції.

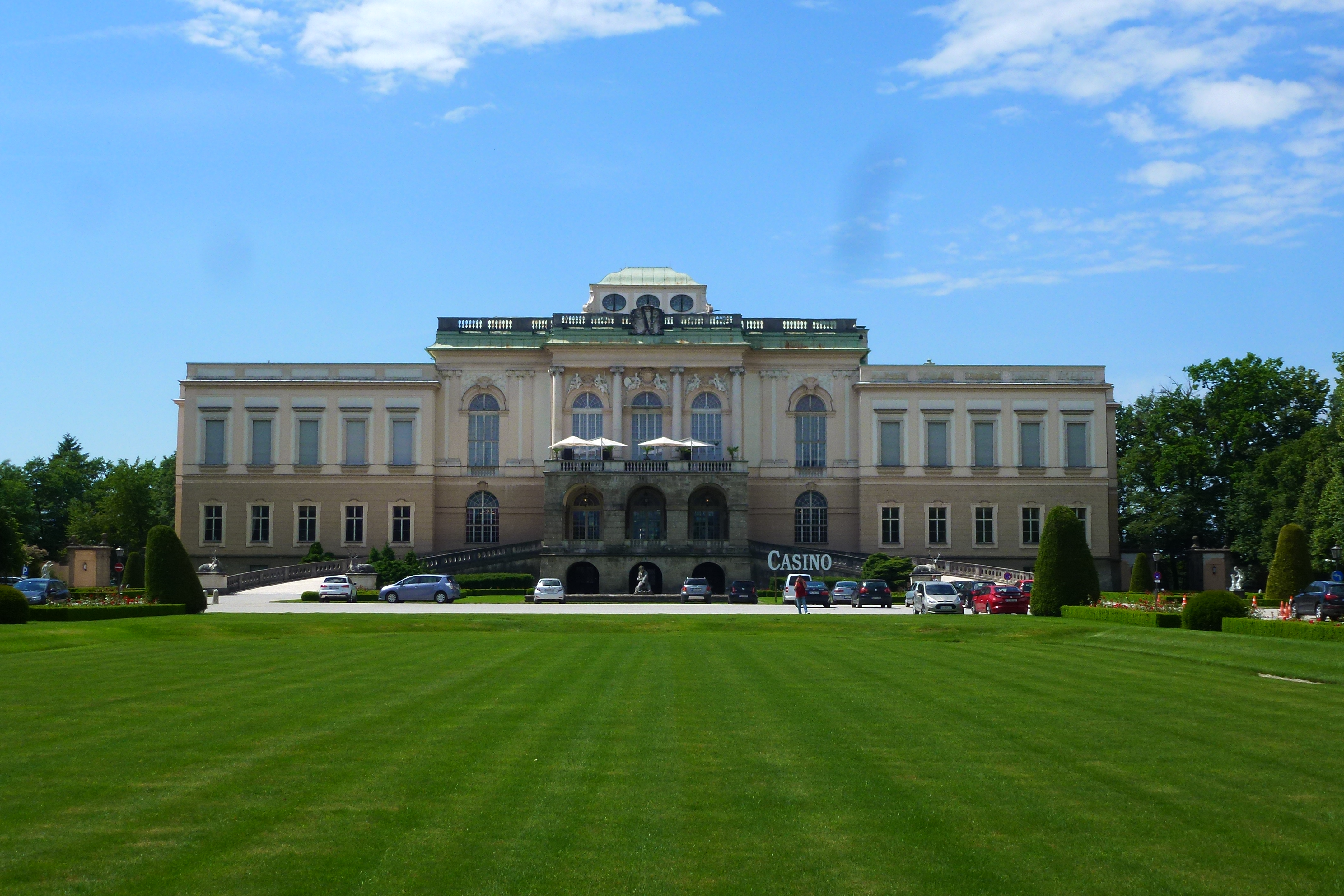
Замок Клессгайм у 2013 році

У 1866 році було завершено будівництво Палацу Ерцгерцога Людвіга Віктора на Шварценбергплац у Відні. Нову резиденцію ерцгерцог обставив вишуканими витворами мистецтва, частина яких належала його батькові, а частина — була придбана ним самим. Однак, через гулянки, які він там влаштовував, віддаючи перевагу чоловічому суспільству, мешкав там зовсім нетривалий час. Відкритий гомосексуал, він спровокував піблічний скандал у банях «Centralbad» і був висланий братом до Зальцбургу. З того часу і до самої смерті Людвіг Віктор проживав у замку Клессгайм поблизу міста. Нову домівку він також обставив за своїм смаком. У 1881—1882 роках поруч із замком був зведений Кавалерський будинок для проживання взимку, оскільки головну будівлю було важко опалювати. Це також дало змогу Людвігу Віктору розширювати свої колекції. У замковому парку ерцгерцог кожного літа влаштовував великий фестиваль.
Перший час мешкав у своєму замку досить усамітнено, підтримуючи деякий контакт лише із колишньою імператрицею Кароліною Августою, яка проживала неподалік. З часом його погляди на життя стали більш філантропічними. Завдяки своїй подальшій діяльності ерцгерцог став настільки ж популярним у Зальцбургу, наскільки був непопулярним у Відні.
У 1896 році кайзер призначив Людвіга Віктора курирувати Австрійський Червоний Хрест. Ерцгерцог заявив, що відчуває «найжвавіший інтерес і щире співчуття до Товариства Червоного Хреста», підкресливши це пожертвуванням у розмірі 10 000 гульденів. Після чого відвідав майже всі регіони Австро-Угорської монархії, аби перевірити та покращити умови та діяльність Червоного Хреста.
Коли у Зальцбургу трапилася руйнівна повінь 1899 року, Людвіг Віктор відкрив палац і парк для великомасштабної благодійної акції і сам пожертвував велику суму, аби полегшити становище постраждалих. Втім, це була лише одна з незліченних операцій із надання допомоги, які він ініціював. У той час, коли бідність та злидні переважали серед значної частини населення міста, і практично не існувало соціальних установ, він підтримував вдів та сиріт, надавав безкоштовні місця для учнів та студентів у вищих навчальних закладах, забезпечував безкоштовне лікування бідних у лікарнях. Ерцгерцог створив пункти харчування для бідних, покращив становище ветеранів війни за рахунок власних пожертв, щедро допомагав різним нужденним, брав участь у будівництві шкіл та церков, а також — у всіляких міських заходах.
Доброзичливий і добрий за характером Людвіг Віктор став співзасновником, меценатом і покровителем численних суспільно-культурних установ і об'єднань, (серед яких було і Зальцбурзьке художнє об'єднання), а також одним із особливих благодійників Зальцбурга.
Через стан здоров'я відмовився у 1904 році від зальцбурзьких апартаментів. В останні роки життя почав виявляти ознаки недоумкуватості і з 1915-го знаходився під наглядом. Помер останнім із братів імператора Франца Йозефа, вже після падіння монархії, 18 січня 1919 року у Кавалерському будинку. Згідно бажання, був похований на цвинтарі парафіяльної церкви Зіценгайму.

## Нагороди

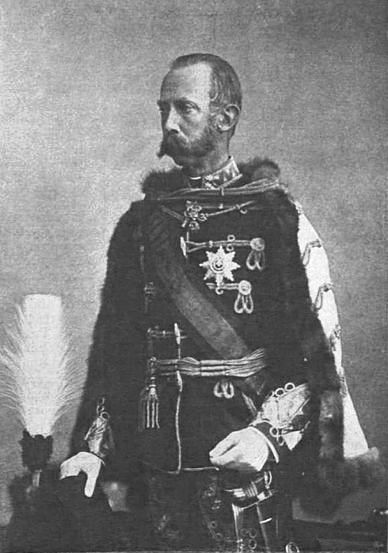
Людвіг Віктор на світлині Ліпота Штреліского, 1900

- Великий хрест ордену Людвіга (Велике герцогство Гессенське) (26 липня 1858);
- Орден Золотого руна (Австрійська імперія) (1862);
- Орден Чорного орла (Королівство Пруссія) (24 серпня 1863);
- Орден Червоного орла 1-го класу (Прусське королівство);
- Великий хрест ордену Білого Сокола (Велике герцогство Саксен-Веймар-Айзенаське) (2 вересня 1864);
- Орден Рутової корони (Саксонське королівство) 1865;
- Орден Святого Губерта (Баварське королівство) 1867;
- Великий хрест ордену Вюртемберзької корони (Вюртемберзьке королівство) (1867);
- Вищий орден Святого Благовіщення (Королівство Італія (21 вересня 1873);
- Великий хрест ордену Святого Фердинанда за заслуги (Дім Неаполітанських Бурбонів);
- Великий хрест ордену Святого Йосипа (Велике герцогство Тосканське);
- Великий хрест ордену Генріха Льва (Брауншвейзьке герцогство) (1876);
- Орден Серафимів (Сполучене королівство Швеції та Норвегії (19 квітня 1885);
- Великий хрест ордену Карлоса III (Королівство Іспанія (28 вересня 1891);
- Великий хрест Королівського угорського ордену Святого Стефана (Угорське королівство) (1893);
- Орден Королівського дому Чакрі (Сіам) (23 червня 1897);
- Орден Андрія Первозванного (Російська імперія);
- Орден Святого Олександра Невського (Російська імперія);
- Орден Білого Орла (Російська імперія);
- Орден Святої Анни 1-го ступеня (Російська імперія);
- Почесний великий хрест Королівського Вікторіанського ордену (Велика Британія) (9 жовтня 1903);
- Великий хрест ордену Почесного легіону (Франція);
- Великий хрест ордену Леопольда I (Бельгія);
- Великий хрест ордену Спасителя (Грецьке королівство);
- Великий хрест ордену Зірки Румунії (Румунське королівство);
- Великий хрест ордену Таковського хреста (Сербське князівство);
- Великий хрест ордену Білого Орла (Сербське князівство);
- Великий хрест ордену Вендської корони з Короною в Руді (Мекленбург);
- Орден Золотого льва Нассау (Нассауський дім);
- Великий хрест ордену дому Саксен-Ернестіне (Ернестинські герцогства).

## Вшанування

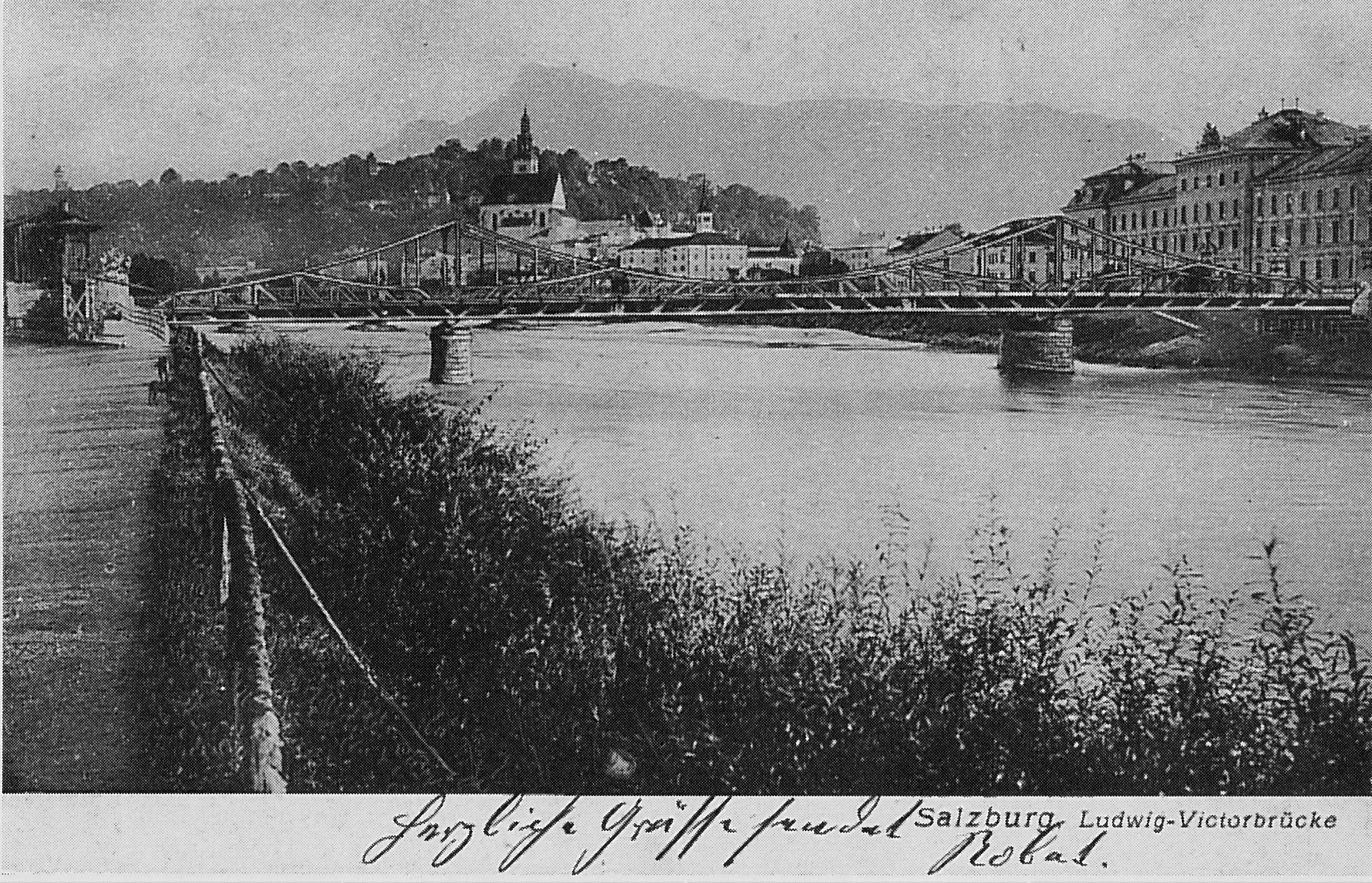
Міст ерцгерцога Людвіга Віктора

- У 1866—1927 ринкова площа Зальцбургу на честь ерцгерцога йменувалася площа Людвіга Віктора (нім. Ludwig-Victor-Platz).
- 24 серпня 1902 року у Зальцбурзі був відкритий міст ерцгерцога Людвіга Віктора (нім. Erzherzog-Ludwig-Viktor-Brücke) через Зальцах. Носив дану назву до перебудови у 1966—1967 роках.